# Uliana Nigmatulina
Uliana Nikoláyevna Nigmatulina –en ruso, Ульяна Николаевна Нигматуллина– (Mozhgá, 8 de marzo de 1994) es una deportista rusa que compite en biatlón.
Participó en los Juegos Olímpicos de Pekín 2022, obteniendo dos medallas, plata en el relevo y bronce en el relevo mixto.

## Palmarés internacional
| Juegos Olímpicos | Juegos Olímpicos | Juegos Olímpicos  | Juegos Olímpicos |
| Año              | Lugar            | Medalla           | Prueba           |
| ---------------- | ---------------- | ----------------- | ---------------- |
| 2022             | Pekín (China)    | Medalla de plata  | Relevo           |
| 2022             | Pekín (China)    | Medalla de bronce | Relevo mixto     |